# Chamaeleo schoutedeni
Chamaeleo schoutedeni är en ödleart som beskrevs av  Laurent 1952. Chamaeleo schoutedeni ingår i släktet Chamaeleo och familjen kameleonter. Inga underarter finns listade i Catalogue of Life.